# Borbeck-Mitte
Borbeck-Mitte ist ein nordwestlicher Stadtteil der Stadt Essen.

## Geschichte
Siehe auch: Liste der Baudenkmäler in Borbeck-Mitte

### Stadtteil Borbeck und Stadtbezirk Borbeck
Der Name „Borbeck“ kommt in mehreren geographischen Begriffen vor: Mit „Borbeck“ bezeichnet man sowohl den Stadtteil Borbeck als auch den Stadtbezirk Borbeck.
Um in der Sprache den Stadtteil Borbeck besser vom Stadtbezirk Borbeck unterscheiden zu können, gab man Borbeck als Stadtteil den Zusatz „Mitte“, so dass er amtlich „Borbeck-Mitte“ heißt.
Borbeck als Stadtbezirk erhielt 1975 im Rahmen einer Kommunalreform die Bezeichnung „Stadtbezirk IV Borbeck“ und ist seitdem einer von neun Essener Stadtbezirken. Neben Borbeck-Mitte gehören Bedingrade, Bergeborbeck, Bochold, Dellwig, Frintrop, Gerschede und Schönebeck zum Stadtbezirk IV Borbeck.
Der Zusatz „Mitte“ betont auch die Bedeutung, die Borbeck-Mitte für den gesamten Stadtbezirk hat. Im Landesentwicklungsplan ist Borbeck-Mitte deshalb als Mittelzentrum im Oberzentrum Essen ausgewiesen.
Stadtteil und Stadtbezirk sind nicht nur sprachlich eng miteinander verbunden. Diese Verflechtung ist historisch begründet: Im Jahr 1915 wurden alle Stadtteile des heutigen Stadtbezirks nach Essen eingemeindet und verloren damit ihre Selbstständigkeit als Bürgermeisterei Borbeck. Gleichwohl ist Borbeck eine „Stadt in der Stadt“ geblieben.
Die Geschichte des Stadtteils Borbeck-Mitte lässt sich deshalb nicht von der Geschichte des Stadtbezirks IV Borbeck trennen.

### Oberhof Borbeck
Borbeck wurde bereits im Jahr 869 in einer Brauamtsheberolle des Stiftes Essen als Oberhof Borthbeki urkundlich erwähnt. Die Bedeutung „Bach, der durch eine Börde, ein reiches Zinsgebiet fließt“, wird in der Wortforschung mit der Quelle im Schlosspark in etymologischen Zusammenhang gebracht.
Borbeck war damals einer von neun dem Damenstift Essen abgabepflichtigen Oberhöfen.
Über Jahrhunderte war die Bindung des „Borbecker Quartiers“ an die geistliche Herrschaft der Äbtissinnen des Essener Damenstiftes sehr ausgeprägt. Sie waren einzige so genannte reichsunmittelbare geistliche Fürstinnen im Rheinland. Sie erwarben 1288 das volle Verfügungsrecht über den Oberhof Borbeck von den Rittern Hermann und Wennemar von Aldendorp zurück und richteten hier ihre Hofhaltung ein. Dazu gehörte der Bau von Schloss Borbeck, das seine heutige äußere Gestalt im 18. Jahrhundert erhielt. Darüber hinaus wurde die romanische Dionysiuskirche 1339 von Grund auf neu gebaut und mit gotischem Chor und Seitenschiffen versehen. Bis zur Säkularisation 1803 war Schloss Borbeck die bevorzugte Residenz der Äbtissinnen.

### Bürgermeisterei Borbeck bis zur Eingemeindung

#### Mairie und Bürgermeisterei
Als im Jahr 1808 während der französischen Herrschaft über weite Teile Europas („Franzosenzeit“ 1804–1815) auch der rechte Niederrhein unter französische Besatzung geriet, kam Borbeck zum französischen Satellitenstaat Großherzogtum Berg und bildete dort eine Mairie (Bürgermeisterei) im Departement des Rheins. Nach dem Ende der Franzosenzeit fiel Borbeck an Preußen und aus der bergischen Mairie Borbeck wurde die preußische Bürgermeisterei Borbeck.
Zu dieser gehörten zunächst auch die Bauerschaften Lippern und Lirich, die 1861 an das neu gegründete Oberhausen gingen. Außerdem wurden 1874 Altendorf, Frohnhausen und Holsterhausen zu einer selbständigen „Bürgermeisterei Altendorf“ ausgegliedert. Dieser Ausgliederung folgte in den 1970er-Jahren Vogelheim, das seitdem mit Altenessen und Karnap den Essener Stadtbezirk V bildet.
Bei der Eingemeindung nach Essen hatte die Bürgermeisterei Borbeck also den räumlichen Zuschnitt des Stadtbezirks IV Borbeck unter Einschluss Vogelheims.

#### Industrielle und wirtschaftliche Entwicklung: Borbeck schreibt Industriegeschichte
Die industrielle Entwicklung Borbecks ist von bahnbrechenden Erfindungen gekennzeichnet.
So gelang 1834 im Schurfschacht Franz der vertikale Durchbruch der Mergelschicht zur Kohle, der den Aufschwung der Kohle als Brennmaterial nachhaltig förderte.
Bis nach dem Ersten Weltkrieg arbeitete an der Schraeplerstraße eine Ziegelei. Außerdem nahm eine Zinkhütte ihren Betrieb auf und gewann Zink, der in liegenden Gefäßöfen – Muffeln genannt – zu Zinkmetall umgewandelt wurde. Die Borbecker Eisenhütte – spätere Phönix-Hütte – und die Borbecker Maschinenfabrik sind weitere Beispiele für die Anfänge industrieller Entwicklung in Borbeck.
Die fortschreitende Industrialisierung führte zu einem rasanten Anwachsen der Einwohner. Ihm konnte die infrastrukturelle Versorgung der Bevölkerung nur mit Mühe gerecht werden. So dauerte es acht Jahre, bevor es Bürgermeister Hermann Péan im Jahr 1856 gelang, die Konzession zur Errichtung der ersten Apotheke in Borbeck zu erhalten.
Wegen der sehr heterogen zusammengesetzten Einwohnerschaft wurde es immer schwieriger, einen Ausgleich zwischen kommunalen Einnahmen und Ausgaben herzustellen. Deshalb setzte man große Hoffnungen in den Bau des Rhein-Herne-Kanals, der 1914 nach sechs Jahren Bauzeit vollendet war. Von ihm erwartete man wirtschaftliche Vorteile. Aber auch bei der Firma Krupp war ein Zugang zum Rhein-Herne-Kanal wegen günstiger Transportkosten und damit erhöhter Wettbewerbsfähigkeit begehrt.
Da die Stadt Essen – auf deren Gebiet sich die Kruppschen Werksflächen befanden – nur über Borbecker Gebiet an den Kanal gelangen konnte, wurde sie bei der Gemeinde Borbeck vorstellig und schlug eine Eingemeindung vor. Denn auf diese Weise würde Essen den gewünschten Zugang zum Kanal bekommen.
Diesem Vorhaben widersetzte sich die Gemeinde Borbeck. Um ihre Bürgermeisterei attraktiver zu machen, ergriff Bürgermeister Rudolf Heinrich zahlreiche Maßnahmen. Dazu zählte die Gründung des Gymnasiums Borbeck im Jahr 1901.
Bürgermeister Heinrich wollte vor allem die Schülerströme der sozialen Oberschicht zum neuen Gymnasium lenken. Denn er strebte den Zuzug von besonders zahlungskräftigen bürgerlichen Familien mit aufstiegsorientierten Söhnen an.
Seine Überlegung: Ein erhöhtes Steueraufkommen und die daraus folgende größere Wirtschaftskraft würden dabei helfen, die kommunale Selbstständigkeit der Bürgermeisterei zu erhalten. Doch nennenswerte Zuzüge wohlhabender Steuerzahler blieben aus.
Die Gemeinde war gezwungen, mit der Stadt Essen in Verhandlungen über einen Eingemeindungsvertrag einzutreten.
Die Vertretung Borbecker Interessen fiel dabei dem letzten Bürgermeister des selbstständigen Borbecks, Ferdinand Baasel, zu.

#### Die Bürgermeister der Bürgermeisterei
- Christian Joseph Philipp Leimgardt (1808–1823)
- Ludwig Stock (1823–1840)
- Hermann Péan (1840–1868)
- Wilhelm Faehre (1868–1869)
- Carl Anton Joseph Kruft (1869–1881)
- Rudolph Heinrich (1881–1907)
- Ferdinand Carl Valentin Baasel (1907–1915)[9]

#### Eingemeindungsvertrag
Nach langjährigen Verhandlungen stimmte Borbecks Gemeinderat am 14. Januar 1913 mehrheitlich für die Eingemeindung nach Essen. Der Vertrag wurde am 10. März 1914 geschlossen und trat zum 1. April 1915 in Kraft.
In den Vertragsverhandlungen konnten die Borbecker Stadtväter wichtige Forderungen durchsetzen. Dazu gehört die Erhaltung des „Polizeibezirksbüros“, des Standesamtes, der medizinischen Versorgung sowie der schulischen Angebote. Außerdem wird der Schutz der „Talmulden“ vereinbart. Auch wird der Stadt Essen die Standortsicherung des Amtsgerichts auferlegt. Zwar werden die Forderungen nicht dogmatisch erhoben. So sollen einzelne Forderungen beispielsweise nur „möglichst“ erfüllt werden. Gleichwohl sind sie als politische Aufträge auch heute noch verbindlich.

### Weimarer Republik
Nach der Eingemeindung baute Krupp am Rhein-Herne-Kanal den geplanten Hafen und begann mit dem Bau des Hüttenwerks Borbeck. Bereits 1917 wurde auf Bergeborbecker Grund das Martinwerk 7 (Stahlwerk) errichtet, danach folgten ein Walzwerk, die mit 15 000 Tonnen größte Schmiedepresse der Welt, die Hochofenanlage und Nebenanlagen wie die elektrische Gasreinigung. Damit verfügte Krupp in Borbeck über die Möglichkeit, aus Erzen Roheisen und aus Roheisen Stahl zu erzeugen. Mit dem 1929 in Betrieb genommenen Hochofen wurde ein Hüttenwerk fertiggestellt, das zu den modernsten in Europa zählte und zum Zentrum der Edelstahlerzeugung im Konzern wurde.
Auch die politischen Wirren jener Zeit gingen an Borbeck nicht spurlos vorbei. Im Jahr 1920 scheiterte der nationalistische Putschversuch („Kapp-Putsch“) gegen die Demokratie der jungen Weimarer Republik.
Im März 1920 hatten Militärs versucht, die Regierung zu stürzen und die parlamentarische Demokratie zu beseitigen. Streiks im gesamten Deutschen Reich verhinderten den Staatsstreich. Trotzdem erhoben sich die Arbeiter noch einmal, um eine Militärdiktatur zu bekämpfen und die Demokratie zu erhalten. Die Reichswehr schritt im Ruhrgebiet ein, um den Aufstand der Arbeiter – letztlich erfolglos – niederzuschlagen.
Die Auseinandersetzungen forderten viele Tote, auch in Borbeck am Fliegenbusch. An das traurige Ereignis erinnert heute eine Gedenktafel.

### Zeit des Nationalsozialismus 1933–1945
Schon lange vor 1933 kündigte sich im täglichen Leben Borbecks das Ausmaß des NS-Unheils an. Betroffene ehemalige Schüler berichteten darüber nach dem Krieg in Borbecker Schulen: Es kam im Unterricht zur Diskriminierung jüdischer Schüler durch das Lehrpersonal. Rempeleien gegen Juden auf offener Straße wurden von der Polizei nicht verfolgt. Trauriger Höhepunkt: In der Nacht vom 9. auf den 10. November 1938 verwüsteten Schlägertrupps der SA jüdische Geschäfte. Besonders sichtbar waren diese Exzesse im Zentrum Borbecks am Alten Markt.
Der Alte Markt wurde von den Nationalsozialisten als Appellplatz für die Mitglieder der im sogenannten NS-Jungvolk organisierten Schüler genutzt.
Hundert Jahre nach der bahnbrechenden Bergbauerfindung schrieb Borbeck erneut Industriegeschichte: Das Krupp-Rennverfahren ging 1935 in den Regelbetrieb am Rhein-Herne-Kanal über. Dabei handelt es sich um ein im Drehrohrofen durchgeführtes Eisenreduktionsverfahren, in dem das Eisen in Form von kompakten kohlenstoffarmen Luppen gewonnen wird. Es dient der Verarbeitung saurer und Fe-armer Erze, die im Hochofen nicht verhüttet werden können.
Borbecks technisch-industrielle Entwicklung mündete in der NS-Zeit immer mehr in eine Rüstungsindustrie. So entstand im Umfeld der früheren Brauk-Siedlung der so genannte Panzerbau III.
Da wehrfähige Männer zum Kriegsdienst eingezogen wurden, fehlten allmählich einheimische Werksarbeiter. Deshalb wurden ausländische Arbeitskräfte angeworben. Später wurden Kriegsgefangene und Menschen, die aus von Deutschland besetzten Gebieten verschleppt wurden, in der Borbecker Industrie zwangsweise eingesetzt. Für diese Zwangsarbeiter entstanden Lager, so an der Hülsmannstraße, am Weidkamp oder an der Zielstraße.
Die Anwesenheit der „Ostarbeiter“ prägte das Erscheinungsbild Borbecks. An Straßenecken erbaten sie Essbares, weil ihre Versorgung mit Lebensmitteln schlecht war. Wenn ihnen verbotenerweise etwas zugesteckt wurde, konnte es nur heimlich erfolgen. Denn Denunziation und Angst begleiteten das tägliche Leben vieler Bürger Borbecks: Sympathie für die Ideologie der Nationalsozialisten war auch hier sehr verbreitet.
Im Verlauf des Kriegs wurden Borbeck und seine Rüstungsbetriebe Ziel heftiger alliierter Luftangriffe. Beschädigte und zerstörte Gebäude und Industrieanlagen waren die Folge. Tausende Menschen hatten darüber hinaus ihr Leben verloren.

### Nachkriegszeit und Wiederaufbau
In Borbeck-Mitte und den übrigen Stadtteilen des Stadtbezirks IV Borbeck war die Beseitigung der Kriegsschäden eine große Herausforderung. Denn die gesamte Infrastruktur lag am Boden. Darüber hinaus mussten die durch die Demontage von Industriebetrieben („Reparationsleistungen“) aufgetretenen Lücken ausgefüllt werden. So entstand auf dem Gelände des ehemaligen Hüttenwerkes ein gemischter Industrie- und Gewerbepark („Econova“). Neue Wohnsiedlungen wurden auf früheren Industrie- oder Gewerbearealen errichtet. Andere Industriebrachen wurden renaturiert.
Gleichzeitig entwickelte sich das Bewusstsein der Bevölkerung für die Belange des Umweltschutzes im von Emissionen belasteten Stadtteil und Stadtbezirk Borbeck besonders stark: Borbeck wurde eine der Wiegen des Umweltschutzes in Deutschland.
Den Wiederaufbau des alten Stadtteils Borbeck – des heutigen Borbeck-Mitte – verband man mit der Umsetzung moderner Konzepte der Stadterneuerung, die Borbeck auch sichtbar strukturieren wollten. Der als Fußgängerzone geplante Ortskern sollte von außen über so genannte Tangenten mit dem PKW angefahren werden können. An mehreren Stellen waren deshalb ringförmig um den Ortskern Parkhäuser vorgesehen. Der Bahnhof in unmittelbarer Nähe, ein ihm benachbarter Verknüpfungspunkt für Bus und Straßenbahn sowie weitere Bus- und Straßenbahn-Anschlüsse am Germaniaplatz waren für Nutzer des ÖPNV angedacht. Nicht alle Maßnahmen wurden verwirklicht.
Eines der Ziele war, den Ortskern von Borbeck zu einem Einkaufszentrum zu machen.
Der Abriss historischer Altbestände wie des Rathauses zugunsten einer nüchternen Funktionalität führte allerdings zum Verlust urbaner Identität. Zudem wurden nur wenige Fußminuten von der Borbecker City entfernt auf dem Gelände der ehemaligen Zeche „Wolfsbank“ weitere Einkaufsmöglichkeiten mit Parkplätzen angeboten. Darüber hinaus entstanden unweit der Borbecker Stadtgrenze das Rhein-Ruhr-Zentrum in Mülheim und das Centro in Oberhausen. Alle Angebote traten also in Konkurrenz zur Borbecker City.
Folge: In der Borbecker Fußgängerzone blieben immer mehr Besucher aus. Händler klagten über Umsatzeinbrüche.
Vorschläge zur Wiederbelebung des Ortskerns wurden im Rahmen eines Masterplans aufgenommen. Zentraler Auftrag: die Verbesserung der Aufenthaltsqualität. Ihr soll auch die Förderung von Kunst im öffentlichen Raum dienen („Borbecker Halblang“). Grundsätzlich lässt man sich von allgemeinen Erkenntnissen leiten: Zwar stehen Innenstädte inzwischen im Wettbewerb mit digitalen Einkaufsangeboten, lokalen Lieferdiensten und Einkaufs-Apps. Dennoch: Örtliche Einkaufsmöglichkeiten in einer Innenstadt sind – so Wirtschaftsverbände – auch heute noch erwünscht.

## Borbeck-Mitte heute

Wappen von Borbeck
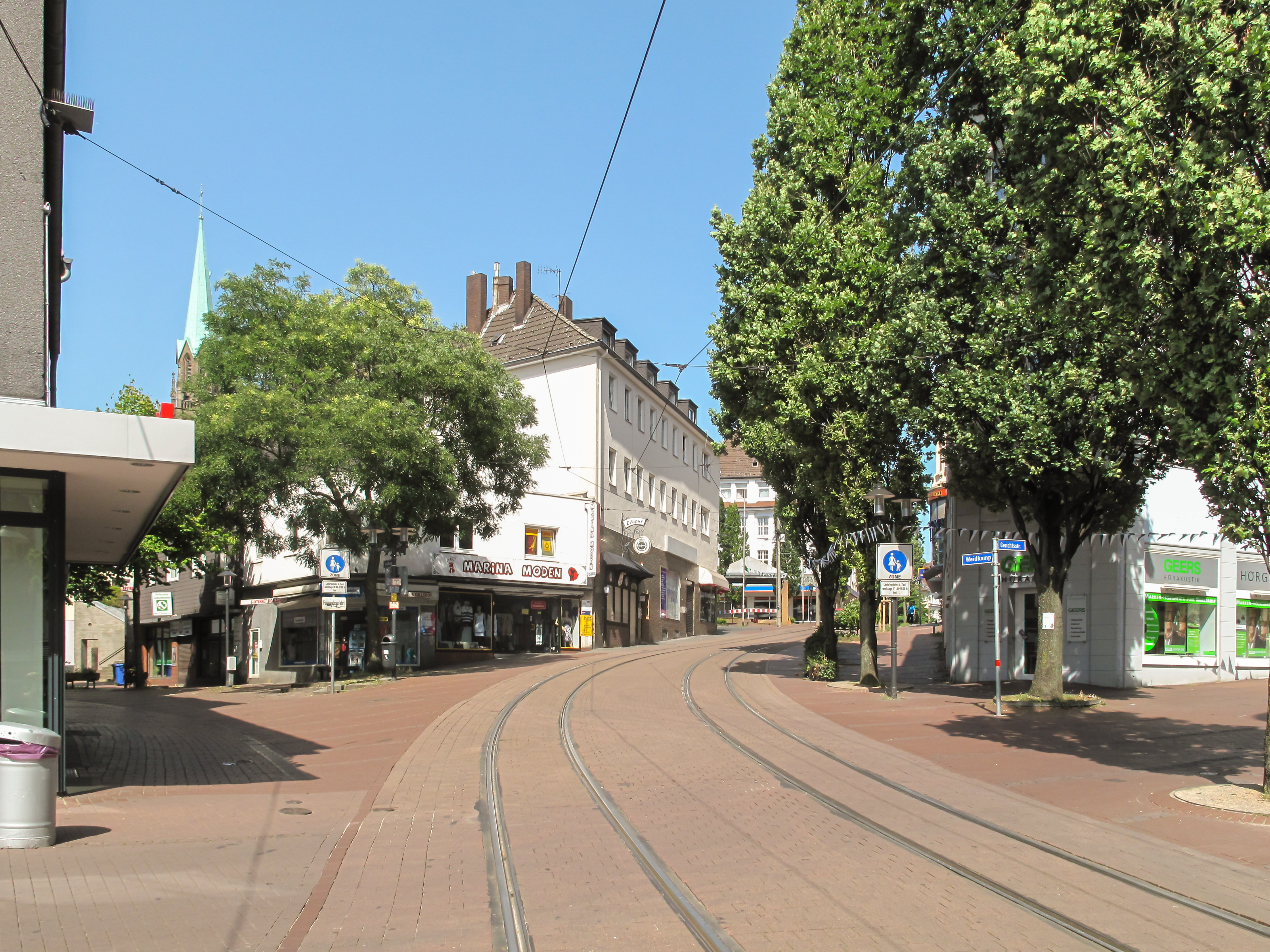
Teil der Fußgängerzone (Weidkamp) im Zentrum
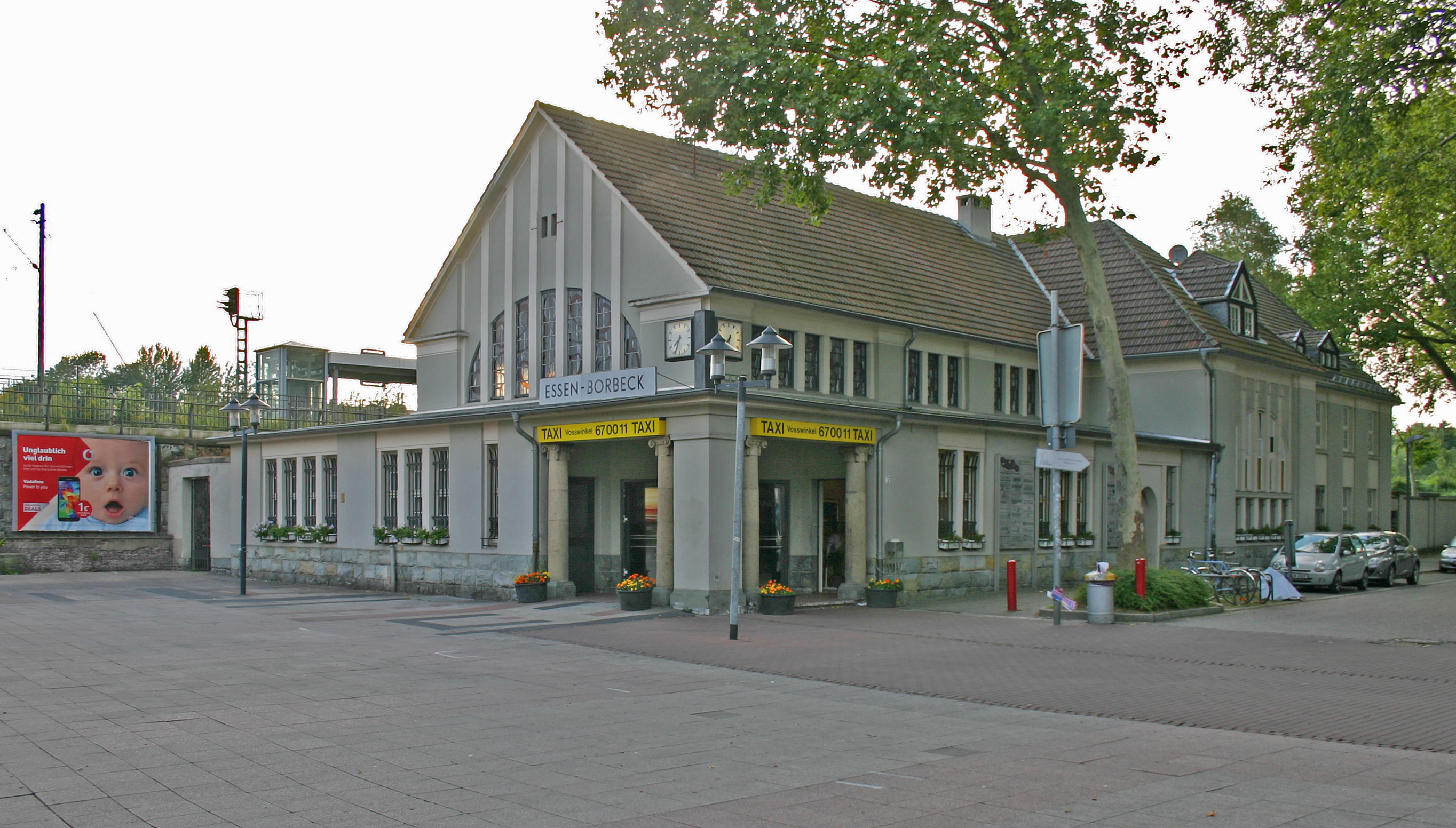
Bahnhof Essen-Borbeck
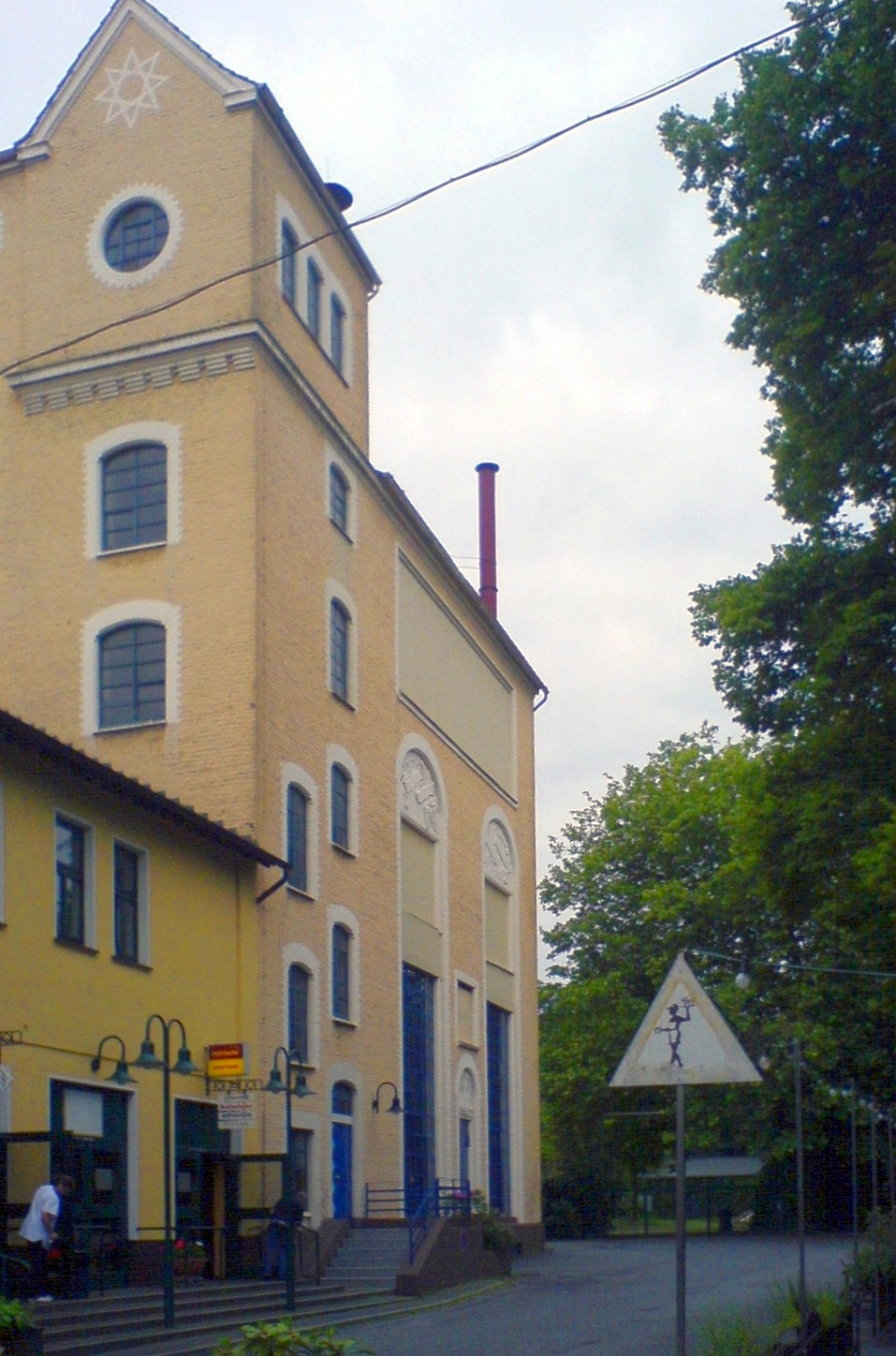
Dampfbierbrauerei Essen-Borbeck
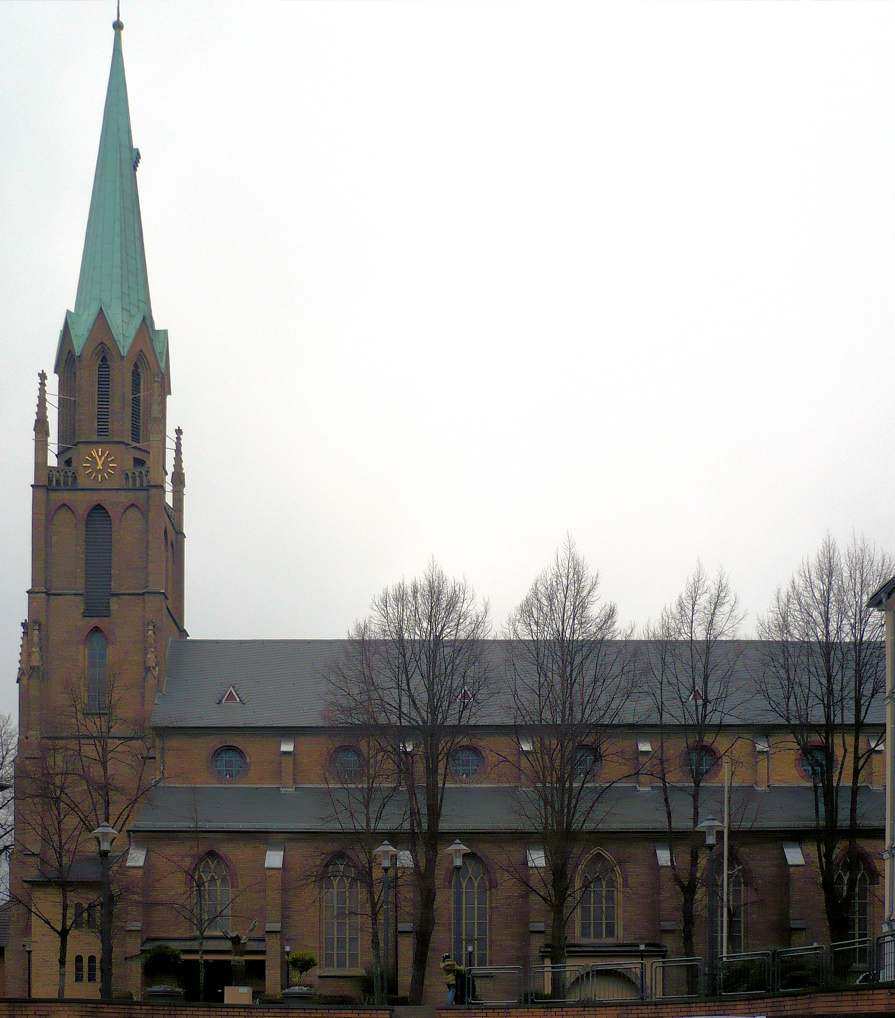
Pfarrkirche St. Dionysius
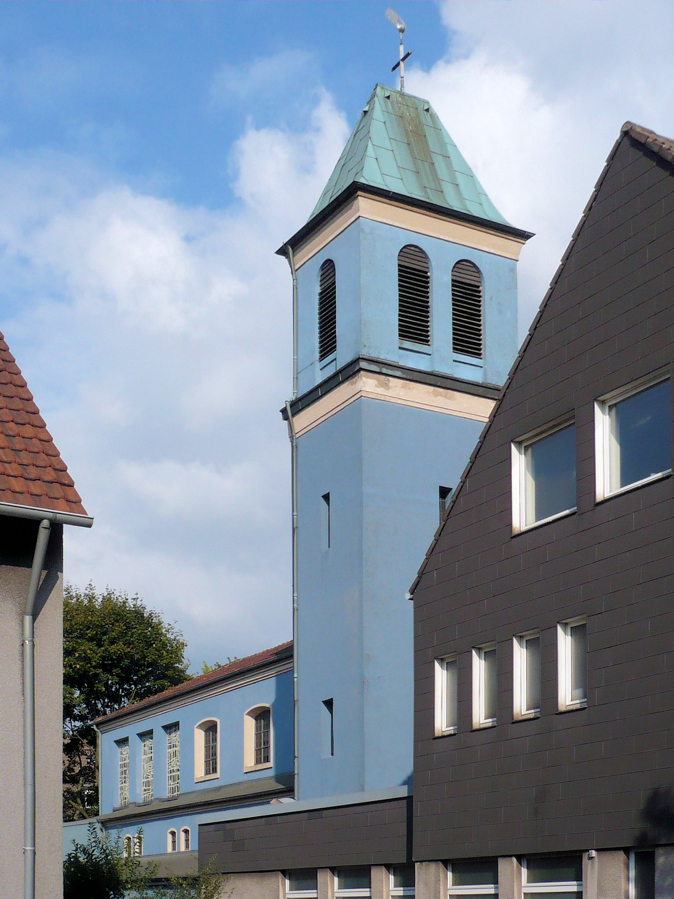
Ehemalige Kirche St. Maria Immaculata

### Wappen
Blasonierung: „Zweimal gespalten, vorn und hinten (Schildflanken) golden (gelb) geteilt, oben zwei rote Balken, darunter zwei rote Pfähle, hinten oben zwei rote Pfähle, darunter zwei rote Balken; in der breiteren roten Schildmitte verflochten über zwei silbernen (weißen) gekreuzten Schwertern mit goldenen (gelben) Griffen, ein grüner Lorbeerkranz.“
Das Wappen wurde von Kurt Schweder entworfen und hatte nie offiziellen Charakter. Ende der 1980er Jahre schuf der Heraldiker für alle Essener Stadtteile Wappen. Sie sind inzwischen von der Essener Bevölkerung gut angenommen worden.
Bedeutung: Das Wappen ist an den Schildflanken abgeleitet vom Wappen der Fürstäbtissinnen vom Adelsgeschlecht Fürstenberg, denen das Schloss Borbeck als Sommerresidenz diente. Die Schwerter als Attribut der Essener Stadtpatrone Cosmas und Damian entstammen dem Wappen des Stiftes Essen ebenso wie der Lorbeerkranz als Zeichen für die Märtyrer.

### Infrastrukturelles und kulturelles Zentrum des Stadtbezirks
Borbeck-Mitte – besonders der Ortskern mit der Fußgängerzone – bündelt infrastrukturelle Angebote für den ganzen Stadtbezirk.
Die stationäre medizinische Versorgung erfolgt im Philippusstift, dem die ambulante Notfallpraxis Borbecker Ärzte angegliedert ist. Rechtsberatung findet man in Anwaltspraxen. Das Grundbuchamt ist im Amtsgericht angesiedelt. Der Einzelhandel ist in der Borbecker City besonders stark vertreten. Hier findet dienstags und freitags ein Wochenmarkt auf dem Neuen Markt am Bahnhof statt. Geldgeschäfte können in Bankfilialen getätigt werden. Die Stadtbibliothek Essen hat in der Fußgängerzone eine Zweigstelle eingerichtet. Im Sozialamt und Jobcenter werden erforderliche Anträge gestellt und im Einwohnermeldeamt amtliche Dokumente ausgestellt. Für gastronomische Angebote steht die Dampfbierbrauerei mit ihrer Brautradition seit 1896. „Voßgätters Mühle“ ist Zeugnis einer langen Tradition Borbecker Mühlenbetriebe; sie beherbergt ein Naturschutzzentrum.
Schulen sind über den ganzen Stadtbezirk verteilt. Die weiterführenden Schulen sind im engeren Umkreis des Borbecker Zentrums zu erreichen: Bei den Gymnasien kann man zwischen dem Gymnasium Borbeck als einem bilingualen deutsch-englischen Gymnasium, dem Don-Bosco-Gymnasium als einer Schule in privater katholischer Trägerschaft und dem Mädchengymnasium als dem einzigen in öffentlicher Trägerschaft geführten Mädchen-Gymnasium des Landes wählen. Insgesamt verfügt Borbeck über ein differenziertes Schulangebot mit einer Hauptschule, drei Gymnasien, einer Gesamtschule, zwei Realschulen, zwölf Grundschulen sowie vier Förderschulen mit unterschiedlichen Förderschwerpunkten.
Für kulturelle Angebote nimmt das Schloss Borbeck eine überragende Rolle ein. Es ist die Heimat der Folkwang-Musik-Schule und hat sich zu einem Kulturzentrum entwickelt, das im Rahmen des Klavierfestivals Ruhr, des Klassikfestivals Ruhr, von „best of NRW-Klassik“ und als Kulturpartner des WDR zunehmende Beachtung findet.
Die Alte Cuesterey als Sitz des Kultur-Historischen Vereins Borbeck ist zu einem Forum für Künstler geworden und macht darüber hinaus Angebote zu regional-historischen Fragen.
Ob Vorschläge, die zu einem Nutzungskonzept für die Dubois-Arena und den alten Marktplatz gemacht werden, praktikabel sind, soll noch eine Prüfung ergeben.
Der Bahnhof Borbeck hatte sich nach jahrelanger Vernachlässigung zu einem sozialen und städtebaulichen Brennpunkt entwickelt. Daraufhin erwarb ein privater Investor einen Teil des Raumbestands und ließ die Bahnhofshalle restaurieren. Im Zusammenwirken gesellschaftlicher Akteure wurden Ziele von Stadtsanierung, Jugendhilfe und Schule miteinander verknüpft, so dass dadurch in den Räumen der ehemaligen Bahnhofsgaststätte der Grundstein für ein sozial-orientiertes stadtteilkulturelles Begegnungszentrum gelegt werden konnte.
Das marode gewordene Hallenbad in Borbeck-Mitte wird durch ein modernes Hallenbad im Stadtteil Bochold ersetzt.

### Bevölkerung
Am 31. März 2025 lebten 13.938 Einwohner in Borbeck-Mitte.
Strukturdaten der Bevölkerung in Borbeck-Mitte (Stand: 31. März 2025):
- Bevölkerungsanteil der unter 18-Jährigen: 15,3 % (Essener Durchschnitt: 16,9 %)[25]
- Bevölkerungsanteil der mindestens 65-Jährigen: 23,7 % (Essener Durchschnitt: 21,7 %)[26]
- Ausländeranteil: 16,9 % (Essener Durchschnitt: 20,6 %)[27]

### Verkehr

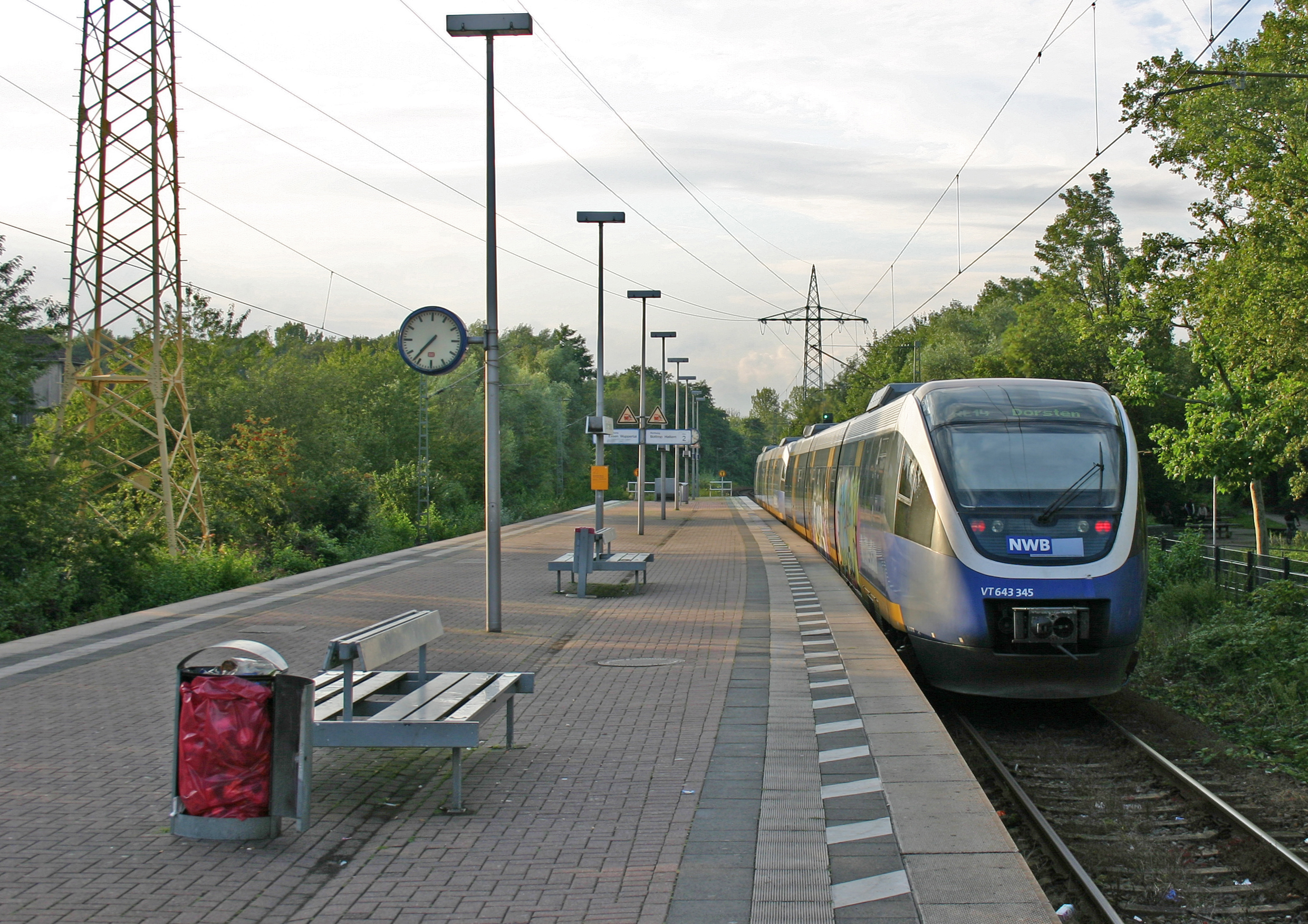
Bahnhof Essen-Borbeck

Borbeck ist entfernt über die beiden in Ost-West-Richtung verlaufenden Bundesautobahnen 40 und 42 an das überregionale Straßennetz angebunden. Beide Autobahnen tangieren nicht direkt den Stadtteil Borbeck, wohl aber den Stadtbezirk am Rande, was wesentlichen Anteil an Borbecks Verkehrsanbindung hat. Ebenfalls in Ost-West-Richtung verläuft die Bundesstraße 231 (hier als Teil der Frintroper Straße), die Borbeck mit Essen und Oberhausen verbindet, sowie der Rhein-Herne-Kanal.
Zentraler Verknüpfungspunkt an den regionalen öffentlichen Personennahverkehr ist der Bahnhof Essen-Borbeck. Hier halten der Regional-Express RE 14 Emscher-Münsterland-Express (Essen Hbf – Essen-Borbeck – Bottrop Hbf – Gladbeck West – Dorsten – Borken (Westf) / Coesfeld (Westf)) und die S-Bahn-Linie S 9 (Recklinghausen / Haltern am See – Gladbeck West – Bottrop Hbf –  Essen-Borbeck – Essen Hbf – Wuppertal Hbf / Hagen Hbf).
Es gibt einen angenäherten 15-Minuten-Takt der Linien RE14 / S9  auf dem Abschnitt zwischen Gladbeck West – Bottrop Hbf – Borbeck-Mitte – Essen Hbf – Essen-Steele.
Die Straßenbahnlinien 101, 103 und 106 sowie die Buslinien 140, 143, 160, 170, 185, 186 und die Nachtexpress-Linien NE 12 und NE 15 der Ruhrbahn sorgen für weitere Erschließung des Stadtteils.
| Linie   | Verlauf | Takt (Mo–Fr)                                                                      | Betreiber        |
| ------- | --- | --------------------------------------------------------------------------------- | ---------------- |
| 101 106 | Borbeck Germaniaplatz – Bergeborbeck Leimgartsfeld – Bergeborbeck Bf – Helenenstraße – U Berliner Platz – U Rheinischer Platz – U Rathaus Essen – U Essen Hbf – Rüttenscheider Stern – Holsterhauser Platz – Hobeisenbrücke – Alfred-Krupp-Schule – Essen West – Helenenstraße Die Linie 101 verkehrt Borbeck → Helenenstraße → Hauptbahnhof → Rüttenscheid → Helenenstraße Die Linie 106 verkehrt Helenenstraße → Rüttenscheid → Hauptbahnhof → Helenenstraße → Borbeck | 10 min                                                                            | Ruhrbahn         |
| 103     | Dellwig Wertstraße – Essen-Dellwig Bf – Gerschede – Borbeck Germaniaplatz – Borbeck Bf – Schloss Borbeck – Borbeck Süd Bf – Helenenstraße – U Berliner Platz – U Rheinischer Platz – U Rathaus Essen – U Essen Hbf (nur abends sowie sonn-/feiertags) / (Hollestraße – Huttrop – Steele ) | 10 min                                                                            | Ruhrbahn         |
| 140     | Borbeck Bf – Schloss Borbeck – Borbeck Germaniaplatz – Altenessen Bf – Stoppenberg Ernestinenstraße | 20 min                                                                            | Ruhrbahn         |
| 143     | Borbeck Bf – Borbeck Lindnerpl. – Essen-Gerschede – Bedingrade – Essen-Frintrop – Oberhausen-Bermensfeld – Knappenmarkt – Bismarckstraße – Rathaus – Oberhausen Hbf – DU-Obermeiderich Bf – Oberhausen-Alstaden Fröbelplatz | 20 min 10 min (HVZ)                                                               | STOAG / Ruhrbahn |
| 160     | Borbeck Bf – Altendorf Schölerpad – Nöggerathstr. – Frohnhausen, Gervinusstr. – Holsterhausen – Rüttenscheid Martinstraße – Bergerhausen Huttropstr. – Huttrop Schwanenbuschstr. – Frillendorf – Stoppenberg Ernestinenstr. | 20 min                                                                            | Ruhrbahn         |
| 170     | Borbeck Bf – Borbeck Germaniaplatz – Bergeborbeck – Vogelheim – Altenessen Mitte – Katernberger Markt – Zollverein Nord Bf – Schonnebeck – Zeche Bonifacius – Kray Nord Bf – Kray Mitte – Leithe – Freisenbruch – Steele Ost – Steele | 10 min (HVZ: 5 min) (Borbeck–Kray Mitte) 20 min (HVZ: 10 min) (Kray Mitte–Steele) | Ruhrbahn         |
| 185     | Borbeck Bf – Borbeck Fürstäbtissinstr. – Bedingrade – Essen-Gerschede – Dellwig – Essen-Dellwig Bf – Essen-Frintrop – Neue Mitte Oberhausen | 20 min                                                                            | Ruhrbahn / STOAG |
| 186     | Bottrop ZOB Berliner Platz – Bottrop Hbf – Ebel Zeche Prosper – Essen-Dellwig Schilfstr. – Gerscheder Weiden – Borbeck Germaniaplatz – Borbeck Bf – Bedingrade – Schönebeck – Borbeck Süd Bf – Altendorf Schölerpad | 20 min                                                                            | Ruhrbahn         |
| NE12    | Essen Hbf – Goldschmidtstr. – Rathaus Essen – Berliner Platz – Helenenstraße – Bergeborbeck Bf – Borbeck Germaniaplatz – Gerschede – Essen-Dellwig – Gerschede – Borbeck Bf | 60 min                                                                            | Ruhrbahn         |
| NE15    | Borbeck Bf – Borbeck Germaniaplatz – Bergeborbeck – Vogelheim – Altenessen Mitte – Katernberger Markt – Zollverein Nord Bf – Schonnebeck – Zeche Bonifacius – Kray Nord Bf | 60 min                                                                            | Ruhrbahn         |

### Straßennamen
Viele Straßennamen in Borbeck stammen noch aus der Zeit des Bürgermeisters Rudolf Heinrich, der von 1881 bis 1907 amtierte. Damals war es wegen der verstreuten Bebauung nicht üblich, Schilder mit Straßennamen an Anfang und Ende jeder Straße zu setzen, sondern die Straßennamen an die Nummern der einzelnen Häuser zu schreiben. Um dies zu ermöglichen, „erfand“ Bürgermeister Heinrich eine große Zahl an kurzen Namen, die teilweise bis heute überdauert haben. Hierzu zählen zum Beispiel die „Armstraße“ (vom Armenhaus), die „Grasstraße“ (vom Gras im benachbarten „Hesselbruch“), die „Kraftstraße“ (von der Kraftstation der elektrischen Eisenbahn) oder die „Neustraße“ (von der Zeche Neu-Cöln).

## Borbecker Persönlichkeiten
- Clemens Hoffstadt (1805–1896), Landwirt und Politiker
- Clemens von Fürstenberg-Borbeck (1835–1891), preußischer Generalmajor
- Hermann Bücking (1863–1931), Steyler Missionar in Togo
- Franziskus Wolf (1876–1944), Bischof und Apostolischer Vikar von Ost-Neuguinea.
- Albert Vögler (1877–1945), Politiker, Unternehmer und Generaldirektor der Vereinigten Stahlwerke
- Else Giese (1884–1950), Politikerin (Zentrum)
- Hermann Hagedorn (1884–1951), Heimatdichter (Borbecksch Platt)
- Heinrich Uhlendahl (1886–1954), Bibliothekar
- Georg Melches (1893–1963), Mitbegründer von Rot-Weiss Essen
- Heinrich Theodor Müller (1901–1985), Zahnarzt, Leiter der Bonner Außenstelle des Sicherheitsdienstes
- Otto Doppelfeld (1907–1979), Prähistorischer und Provinzialrömischer Archäologe, passionierter Museumsmann und -direktor, Ausgräber aus Leidenschaft und engagierter Sammler. Er gilt als Nestor der antiken Geschichte Kölns.
- Peter Dornseif (1907–1972), Schauspieler und Hörspielsprecher
- Herbert Birken (1914–2007), deutscher Schriftsteller und Feuilletonist
- Günther Grewe (* 1924), Elektroinstallateur, Volkskammerabgeordneter (CDU)
- Willi Wolf (1924–2007), Gewerkschafter und Politiker (SPD)
- Heinz-Horst Deichmann (1926–2014), Unternehmer und Träger des Großen Verdienstkreuzes mit Stern
- Baldur Hermans (1938–2015), Historiker, katholischer Theologe und Pfadfinder-Funktionär
- Karl Schiewerling (1951–2021), Politiker (CDU)
- Martin Scholten (* 1967), Maler
- Thomas Kutschaty (* 1968), ehemaliger Justizminister des Landes Nordrhein-Westfalen (SPD)
- Favorite (* 1986), Musiker